# Lomazzo
Lomazzo is een gemeente in de Italiaanse provincie Como (regio Lombardije) en telt 8291 inwoners (31-12-2004). De oppervlakte bedraagt 9,4 km², de bevolkingsdichtheid is 884 inwoners per km².
De volgende frazioni maken deel uit van de gemeente: Manera.

## Demografie
Lomazzo telt ongeveer 3256 huishoudens. Het aantal inwoners steeg in de periode 1991-2001 met 6,1% volgens cijfers uit de tienjaarlijkse volkstellingen van ISTAT.
| Jaar | Inwoneraantal |
| ---- | ------------- |
| 1991 | 7511          |
| 2001 | 7968          |

## Geografie
De gemeente ligt op ongeveer 296 m boven zeeniveau.
Lomazzo grenst aan de volgende gemeenten: Bregnano, Cadorago, Cirimido, Guanzate, Rovellasca, Rovello Porro, Turate.